# Doprovodná matice
Doprovodná matice je termín z 
lineární algebry. Pro daný monický polynom {\displaystyle p(x)=c_{0}+c_{1}x+\cdots +c_{n-1}x^{n-1}+x^{n}} se tak nazývá čtvercová matice ve tvaru:
{\displaystyle {\boldsymbol {D}}_{p}={\begin{pmatrix}0&0&\dots &0&-c_{0}\\1&0&\dots &0&-c_{1}\\0&1&\dots &0&-c_{2}\\\vdots &\vdots &\ddots &\vdots &\vdots \\0&0&\dots &1&-c_{n-1}\end{pmatrix}}.}
Někteří autoři používají transpozici této matice, {\displaystyle {\boldsymbol {D}}_{p}^{\mathrm {T} }}, což je vhodnější např. pro  lineární rekurence (viz níže).
Matice {\displaystyle {\boldsymbol {D}}_{p}} je odvozena z koeficientů polynomu {\displaystyle p(x)}, zatímco charakteristický polynom stejně jako minimální polynom matice {\displaystyle {\boldsymbol {D}}_{p}} jsou rovny {\displaystyle p(x)}. 

## Podobnost
K libovolné matici {\displaystyle {\boldsymbol {A}}} s prvky z tělesa {\displaystyle T} lze určit její charakteristický polynom {\displaystyle p(x)=\det(x\mathbf {I} -{\boldsymbol {A}})}a jemu přísluší doprovodná matice {\displaystyle {\boldsymbol {D}}_{p}}. Platí, že matice {\displaystyle {\boldsymbol {A}}} je podobná {\displaystyle {\boldsymbol {D}}_{p}}, právě když se minimální polynom matice {\displaystyle {\boldsymbol {A}}} shoduje s jejím charakteristickým polynomem {\displaystyle p(x)}, čili když minimální polynom má stupeň {\displaystyle n}.
Ne každá čtvercová matice je podobná doprovodné matici, ale každá čtvercová matice je podobná blokové diagonální matici vytvořené z doprovodných matic. Pokud je požadováno, aby charakteristický polynom každého diagonálního bloku dělil charakteristický polynom následujícího bloku, jsou tyto bloky jednoznačně určeny maticí {\displaystyle {\boldsymbol {A}}}.

## Diagonalizovatelnost
Kořeny charakteristického polynomu {\displaystyle p(x)} jsou vlastní čísla matice {\displaystyle {\boldsymbol {D}}_{p}}. Má-li matice {\displaystyle {\boldsymbol {D}}_{p}} celkem {\displaystyle n} různých vlastních čísel {\displaystyle \lambda _{1},\ldots ,\lambda _{n}}, pak je matice {\displaystyle {\boldsymbol {D}}_{p}} diagonalizovatelná. Zároveň platí {\displaystyle {\boldsymbol {D}}_{p}={\boldsymbol {V}}^{-1}{\boldsymbol {\Lambda }}{\boldsymbol {V}}}, kde {\displaystyle {\boldsymbol {\Lambda }}} je diagonální matice a {\displaystyle {\boldsymbol {V}}} je Vandermondova matice, obě odpovídající vlastním číslům {\displaystyle \lambda _{1},\ldots ,\lambda _{n}}: 
{\displaystyle {\boldsymbol {\Lambda }}={\begin{pmatrix}\lambda _{1}&0&\cdots &0\\0&\lambda _{2}&\ddots &\vdots \\\vdots &\ddots &\ddots &0\\0&\cdots &0&\lambda _{n}\end{pmatrix}}}, {\displaystyle {\boldsymbol {V}}={\begin{pmatrix}1&\lambda _{1}&\lambda _{1}^{2}&\cdots &\lambda _{1}^{n-1}\\1&\lambda _{2}&\lambda _{2}^{2}&\cdots &\lambda _{2}^{n-1}\\\vdots &\vdots &\vdots &\ddots &\vdots \\1&\lambda _{n}&\lambda _{n}^{2}&\cdots &\lambda _{n}^{n-1}\end{pmatrix}}}.
Pro každé {\displaystyle \lambda _{i}} je vektor {\displaystyle {\boldsymbol {v}}_{i}=(1,\lambda _{i},\ldots ,\lambda _{i}^{n-1})^{\mathrm {T} }}vlastním vektorem matice {\displaystyle {\boldsymbol {D}}_{p}^{\mathrm {T} }}, protože přímočarým výpočtem lze ověřit, že první rovnost soustavy {\displaystyle {\boldsymbol {D}}_{p}^{\mathrm {T} }{\boldsymbol {v}}_{i}=\lambda _{i}{\boldsymbol {v}}_{i}} odpovídá ověření, že {\displaystyle \lambda _{i}} je kořenem charakteristického polynomu:{\displaystyle p(\lambda _{i})=c_{0}+c_{1}\lambda _{i}+\cdots +c_{n-1}\lambda _{i}^{n-1}+\lambda _{i}^{n}=0}; a ostatní rovnosti soustavy jsou identity typu {\displaystyle \lambda _{i}^{k}=\lambda _{i}^{k}}. Matici {\displaystyle {\boldsymbol {D}}_{p}^{\mathrm {T} }} lze proto diagonalizovat pomocí matice přechodu {\displaystyle {\boldsymbol {V}}^{\mathrm {T} }=({\boldsymbol {v}}_{1},\dots ,{\boldsymbol {v}}_{n})}, neboli {\displaystyle {\boldsymbol {D}}_{p}^{\mathrm {T} }={\boldsymbol {V}}^{\mathrm {T} }{\boldsymbol {\Lambda }}({\boldsymbol {V}}^{\mathrm {T} })^{-1}}, a transpozice obou stran vede na vztah {\displaystyle {\boldsymbol {D}}_{p}={\boldsymbol {V}}^{-1}{\boldsymbol {\Lambda }}{\boldsymbol {V}}}.
Vlastní vektory matice {\displaystyle {\boldsymbol {D}}_{p}} splňující {\displaystyle {\boldsymbol {D}}_{p}{\boldsymbol {w}}_{i}=\lambda _{i}{\boldsymbol {w}}_{i}} lze odvodit přímo z rovnice {\displaystyle {\boldsymbol {D}}_{p}={\boldsymbol {V}}^{-1}{\boldsymbol {\Lambda }}{\boldsymbol {V}}} : jsou to sloupce matice inverzní k Vandermondově matici {\displaystyle {\boldsymbol {V}}^{-1}=({\boldsymbol {w}}_{1},\dots ,{\boldsymbol {w}}_{n})}. Uvedené vlastní vektory lze popsat přímo, protože jsou složeny z koeficientů Lagrangeových polynomů, neboli {\displaystyle {\boldsymbol {w}}_{i}=(L_{0i},\ldots ,L_{(n-1)i})^{\mathrm {T} }}, kde:{\displaystyle L_{i}(x)=L_{0i}+L_{1i}x+\cdots +L_{(n-1)i}x^{n-1}=\prod _{j\neq i}{\frac {x-\lambda _{j}}{\lambda _{j}-\lambda _{i}}}={\frac {p(x)}{(x-\lambda _{i})\,p'(\lambda _{i})}}.} Uvedené vlastní vektory vlastní vektory lze naškálovat na {\displaystyle {\tilde {\boldsymbol {w}}}_{i}=p'(\lambda _{i})\,{\boldsymbol {w}}_{i}} a získat vektory s ještě jednodušším vyjádřením.
Pokud má charakteristický polynom {\displaystyle p(x)} násobné kořeny, potom matice {\displaystyle {\boldsymbol {D}}_{p}} není diagonalizovatelná. Přesněji řečeno, Jordanův normální tvar matice {\displaystyle {\boldsymbol {D}}_{p}} obsahuje pro každý kořen {\displaystyle \lambda } násobnosti {\displaystyle m} jeden diagonální blok řádu {\displaystyle m}.

## Použití

### Rekurentní posloupnosti
Lineární rekurentní posloupnost daná vztahem {\displaystyle a_{k+n}=-c_{0}a_{k}-c_{1}a_{k+1}\cdots -c_{n-1}a_{k+n-1}} pro {\displaystyle k\geq 0} má charakteristický polynom {\displaystyle p(x)=c_{0}+c_{1}x+\cdots +c_{n-1}x^{n-1}+x^{n}}. Transpozice doprovodné matice {\displaystyle {\boldsymbol {D}}_{p}^{\mathrm {T} }} určuje posloupnost vektorů: 
{\displaystyle {\begin{pmatrix}a_{k+1}\\a_{k+2}\\\vdots \\a_{k+n-1}\\a_{k+n}\end{pmatrix}}={\begin{pmatrix}0&1&0&\cdots &0\\0&0&1&\cdots &0\\\vdots &\vdots &\vdots &\ddots &\vdots \\0&0&0&\cdots &1\\-c_{0}&-c_{1}&-c_{2}&\cdots &-c_{n-1}\end{pmatrix}}{\begin{pmatrix}a_{k}\\a_{k+1}\\\vdots \\a_{k+n-2}\\a_{k+n-1}\end{pmatrix}}}.
Mezi vlastní vektory této matice patří i {\displaystyle (1,\lambda ,\lambda ^{2},\ldots ,\lambda ^{n-1})^{\mathrm {T} }}, kde {\displaystyle \lambda } je její libovolné vlastní číslo, neboli kořen charakteristického polynomu {\displaystyle p(x)}. Geometrická posloupnost {\displaystyle a_{k}=\lambda ^{k}} je jednou z možných posloupností, jež vyhovuje rekurentnímu předpisu. 
Má-li matice {\displaystyle {\boldsymbol {D}}_{p}} celkem {\displaystyle n} různých vlastních čísel {\displaystyle \lambda _{1},\ldots ,\lambda _{n}}, potom lze {\displaystyle k}-tý prvek posloupnosti zapsat jako lineární kombinaci {\displaystyle a_{k}=\alpha _{1}\lambda _{1}^{k}+\cdots +\alpha _{n}\lambda _{n}^{k}}, přičemž koeficienty {\displaystyle \alpha _{1},\ldots ,\alpha _{n}} závisí na prvních {\displaystyle n} předepsaných prvcích dané posloupnosti {\displaystyle a_{0},a_{1},\dots ,a_{n-1}}. Vlastní čísla největší absolutní hodnoty pak poskytují asymptotický odhad.